# Stars at Noon
Pour plus de détails, voir Fiche technique et Distribution.
Stars at Noon est un film français co-écrit et réalisé par Claire Denis, sorti en 2022.
Il s'agit d'une adaptation du roman du même nom de Denis Johnson.
Il est présenté en sélection officielle au Festival de Cannes 2022, où il remporte le Grand Prix,.

## Synopsis
En 2020, Trish, une jeune journaliste américaine en détresse bloquée sans passeport dans un Nicaragua en pleine période électorale rencontre dans un bar d'hôtel Daniel, un voyageur anglais. Il lui semble être l’homme rêvé pour l’aider à fuir le pays. Mais elle réalise trop tard qu’au contraire, elle entre à ses côtés dans un monde plus trouble, plus dangereux.

## Fiche technique
Sauf indication contraire, les informations mentionnées dans cette section peuvent être confirmées par la base de données cinématographiques IMDb,  présente dans la section « Liens externes ».
- Titre : Stars at Noon
- Titre de travail : Des étoiles à midi
- Réalisation : Claire Denis
- Scénario : Claire Denis, Andrew Litvack et Léa Mysius, d'après le roman Des étoiles à midi de Denis Johnson
- Photographie : Éric Gautier
- Son : Jean-Paul Mugel
- Montage : Guy Lecorne
- Costumes : Judy Shrewsbury
- Décors : Arnaud de Moleron
- Musique : Tindersticks
- Production : Olivier Delbosc
- Société de production : Curiosa Films, en coproduction avec Arte France Cinéma et Ad Vitam, avec la participation de Canal+, Arte France et Ciné+
- Société de distribution : Ad Vitam Distribution (France)
- Pays de production :  France
- Langue originale : anglais américain
- Genre : drame, romance, thriller et néo-noir[4]
- Dates de sortie :
  - France : 25 mai 2022 (Festival de Cannes), 14 juin 2023 (en salles)

## Distribution
- Margaret Qualley (VF : Kelly Marot) : Trish Johnson
- Joe Alwyn (VF : Baptiste Caillaud) : Daniel DeHaven
- John C. Reilly (VF : Bruno Magne) : le patron américain
- Danny Ramirez (VF : Adrien Lemaire) : le policier costaricien
- Benny Safdie (VF : Florent Dorin) : l'homme de la CIA
- Nick Romano (VF : Marc Plas) : le sous-lieutenant Veraguas
- Stephan Proaño (VF : Diego Asensio) : le vice-président
- Monica Bartholomew (VF : Aïda Khann) : la señora

## Production

### Genèse et développement
Claire Denis a lu le roman de Johnson une décennie plus tôt et l'a évalué comme une histoire d'amour entre deux personnes qui développent une relation uniquement en raison du contexte de la révolution. Elle a ajouté : « Il s'agit aussi de la peur et de la terreur de l'amour, de la peur de l'échec ».

### Attribution des rôles
En avril 2019, Denis a provisoirement annoncé le développement du film et le casting de Robert Pattinson après une projection au Brattle Theatre de son film High Life (2018), avec également Pattinson. Il a été annoncé en février 2020 qu'A24 avait acquis les droits de distribution nord-américains de la prochaine réalisation de Claire Denis, avec Robert Pattinson et Margaret Qualley. Le tournage devait commencer cet été-là, mais il n'a pas commencé en avril 2021. Pattinson a quitté le film en juillet en raison de conflits d'emploi du temps, Taron Egerton l'a remplacé et le tournage devait commencer en octobre 2021 au Panama, mais cela ne s'est pas produit et, en novembre, Egerton a quitté le projet pour des raisons personnelles et a été remplacé par Joe Alwyn.

### Tournage
Le tournage a eu lieu au Panama, à partir de décembre 2021. La production s'est achevée plus tard, le même mois, Denis souhaitait tourner le film au Nicaragua, mais la réélection du président Daniel Ortega l'en a dissuadée, déclarant : « Je savais que je ne pouvais pas, cela aurait été immoral ».

## Accueil

### Accueil critique
En France, le site Allociné propose une moyenne de 2,5⁄5, fondée sur 26 critiques de presse.

## Distinctions

### Récompense
- Festival de Cannes 2022 : grand prix[6]

### Sélection
- Festival de Deauville 2022 : hors compétition